# Maur (Szwajcaria)
Maur (gsw. Muur) – miejscowość i gmina (Politische Gemeinde) w północnej Szwajcarii, w kantonie Zurych, w okręgu (Bezirk) Uster. Leży nad jeziorem Greifensee.

## Demografia
W Maur mieszka 10 757 osób. W 2021 roku 21,6% populacji gminy stanowiły osoby urodzone poza Szwajcarią.

## Transport
Przez teren gminy przebiega autostrada A52.